# 安家湾站
安家湾站是位于四川省广元市利州区大石镇的一个铁路车站，邮政编码628018。车站建于1962年，有广巴铁路经过该站，现仅办货运业务，不办理客运业务。车站距离广元南站18公里，隶属成都铁路局，是四等站。